# Новий Загорів
Но́вий Загорів — село в Україні, у Локачинській селищній громаді Володимирського району Волинської області. Населення становить 529 осіб.

## Історія
Село засноване 1567 року.

### Загорівський монастир
На пагорбі за селом був заснований монастир. Кошти в його розвиток вклав місцевий багатій Петро Загоровський та його дружина — з роду Сангушків Федора. Але напис, знайдений на дзвоні, розповідає більше, ніж письмові джерела 
| З ласки Божої я, Олександро Юрьєвич Загоровский из женой сврєй Настасією лєта 3 тисяч (1492 -го) придались по сей звон к монастирє в Загоровє ку чти ку хвалє Пречистой Божой Матері |
Якщо брати до уваги цей напис, то монастир був тут вже наприкінці 15 ст. Кошти Петра Загоровського допомогли дерев'яну церкву перебудувати на кам'яну (висвятили на честь Різдва Богородиці) та звести дерев'яний 1-поверховий корпус для ченців. Будівництво закінчено 1570 року.

### В добу бароко
Міжкофесійна війна в краї призвела до передачі православного монастиря греко-католикам, а трохи перегодом — католикам. В 18 столітті коштом графів Чацьких монастир перебудовують. Вибудовано новий костел в стилі бароко з архітектурними вівтарями. Будівельні роботи закінчили у 1780 р.

### В 19 столітті
Після польського національного повстання католицький монастир ліквідовано, а його будівлі передано правосланій громаді. Бароковий костел висвятили на церкву Різдва Богородиці, а в братському корпусі обладнали вівтар на честь Йосипа Обручника.

### В 20 столітті
Після отримання Польщею незалежності, землі відійшли Польщі. Монастир знову став католицьким.

### Двобій з нацистами
У вересні 1943 року біля села Новий Загорів бійці УПА дали бій переважаючим силам нацистських окупантів.
Бій українських повстанців із нацистськими окупантами відбувся 8-11 вересня 1943 року. 42 молодих хлопці тримали бій проти понад тисячі ворогів дві з половиною доби, маючи у наявності один гранатомет та чотири кулемети. Територія Новозагорівського монастиря, на якому розташувалися повстанці УПА, була стратегічним місцем, де пересікалися повстанські шляхи сусідніх областей.
До німецьких загонів Локачинському районі приєдналися загони з Володимир-Волинського, Горохівського та Луцького районів, прибуло до 40 машин по 20 німецьких солдат у кожній машини. 10 вересня німці пішли в наступ — бій тривав цілий день, підвечір під'їхало ще 10 танкеток (малі танки) зі Здолбунова, які почали прямим попаданням бити в монастирський мур.
Повстанці з окопів відступили в монастир, а коли нацисти задіяли авіацію — три літаки — змушені були сховатися у монастирське підземілля. Костел було сильно пошкоджено.
11 вересня загинув командуючий чотою бунчужний Марценюк Андрій («Береза»). Вночі з 11 на 12 вересня з вигуками «Слава Україні!» повстанці ровом через окопи прорвалися з нацистського оточення. Із 43 повстанців 29 загинуло, вони знищили 540 окупантів та 700 поранили.
Загинули:
Марценюк Андрій «Береза» 1919 р.н.
Заступник чотового «Зелений» 1921 р.н.
1 ройовий Михайло Ліщук 1923 р.н.
Кулеметники: Давид Бабій 1917 р.н.
Федір Бабій 1918 р.н.
Іван Майко 1921 р.н.
Наймолодший із чоти Невідомий 1926 р.н.
Стрільці:Семен Брись 1923 р.н.
Кузьма Гаврилюк 1924 р.н.
Петро Дорошук 1920 р.н.
Олександр Зеленський 1922 р.н.
Іван Книш 1922 р.н.
Олександр Коваленко 1925 р.н.
Григорій Ліщук 1922 р.н.
Олександр Матвійчук 1925 р.н.
Василь Мороз 1923 р.н.
Василь Новосад 1923 р.н.
Степан Хренюк 1922 р.н.
Сергій Яцюк 1925 р.н.
Невідомий «Східняк» 1921 р.н.
ще семеро Невідових бійців чоти особливого призначення УПА .
На честь загиблих в селі збудовано меморіальний комплекс.
За мотивами цього подвигу режисером Тарасом Химичем знято відеокліп до пісні гурту «Тартак» і співака Андрія Підлужного «Не кажучи нікому».

### За часів української незалежності
Православний монастир УПЦ відновлено. Відремонтовано лише двоповерховий братський корпус, де обладнано церкву Вознесіння Господнього, що діє і нині. Бароковий костел напівзруйнований, стоїть пусткою.
12 червня 2020 року, відповідно до розпорядження Кабінету Міністрів України № 708-р «Про визначення адміністративних центрів та затвердження територій територіальних громад Волинської області», увійшло до складу Локачинської селищної територіальної громади.
19 липня 2020 року, в результаті адміністративно-територіальної реформи та ліквідації  Локачинського району, село увійшло до новоутвореного Володимир-Волинського району (від 18 липня 2022 Володимирського).

## Населення
Згідно з переписом УРСР 1989 року чисельність наявного населення села становила 596 осіб, з яких 286 чоловіків та 310 жінок.
За переписом населення України 2001 року в селі мешкали 522 особи.

### Мова
Розподіл населення за рідною мовою за даними перепису 2001 року:
| Мова       | Відсоток |
| ---------- | -------- |
| українська | 99,81 %  |
| російська  | 0,19 %   |

## Костел
Побудований на пагорбі базилікального типу, цегляний, тинькований. Бічні фасади на 4 осі . Головний, західний фасад тричастинний з хвилястою центральною частиною, над порталом на другому ярусі напівциркульне вікно. З бічними частинами сполука важкими архітектурними волютами, прикрашеними зверху вазами на тонких ніжках. Над вікном в центрі руїни фігурного барокового фронтону. Обабіч порталу ніші для скульптур.
Костел без даху. Склепіння хрещаті, зруйновані, вціліли лише підпружні арки. В інтер'єрі залишки ліплених капітелей і архітектурні вівтарі, роблені з цегли, залишки кольорових фресок. Вікна і шибки відсутні, на підлозі сміття і трава (2010 р.).
Як церковне майно, пам'ятка бароко 18 ст. не увійшла в перелік охоронних і не внесена за часів СРСР до видання «Памятники градостроительства и архитектуры УССР», 1985-86 рр. Але це не позбавляє її високих мистецьких якостей і віднесення до шедеврів архітектури. Поки точиться криза, на тлі монастирської і державної байдужості гине видатна пам'ятка бароко 18 ст.

## Галерея

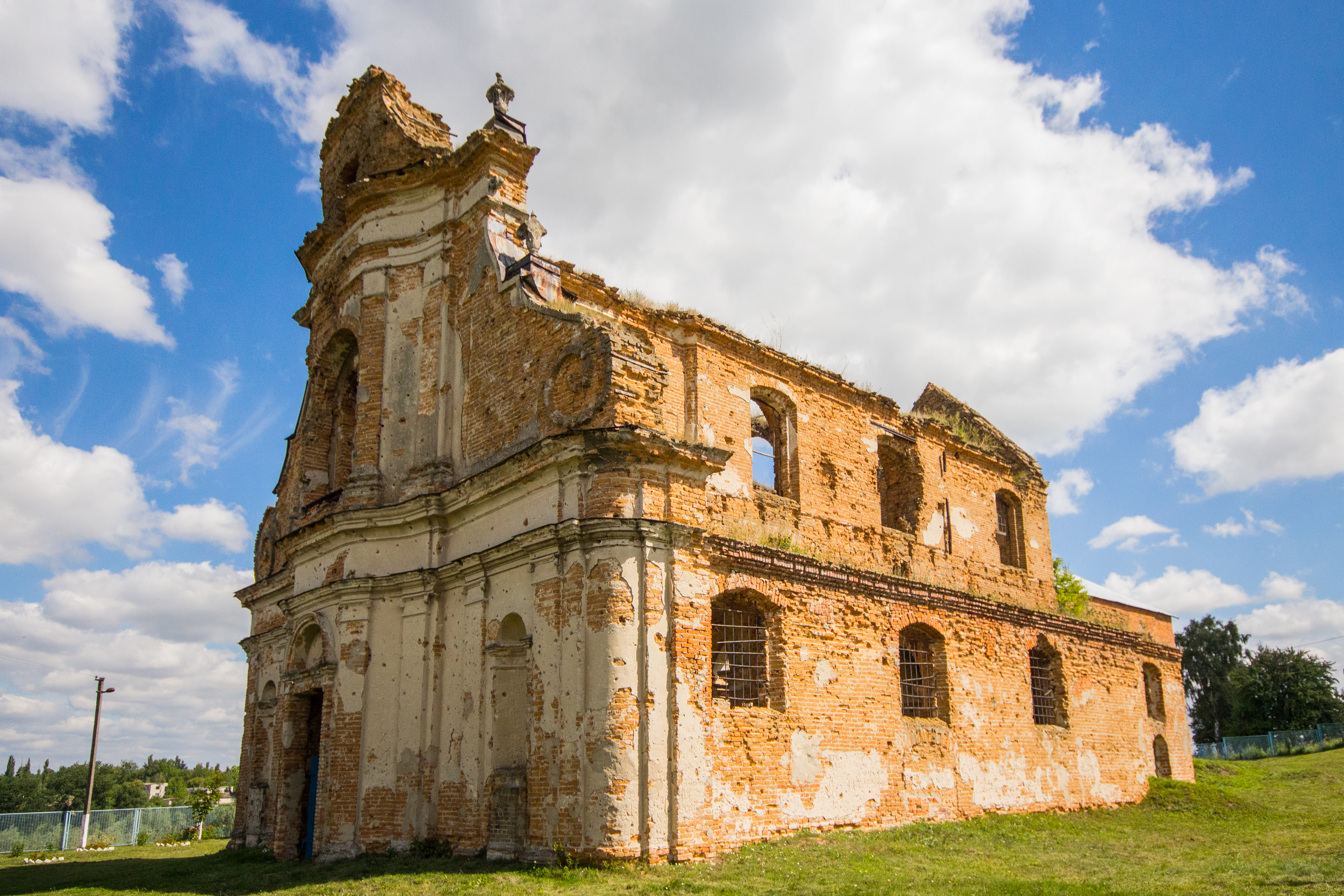
Церква Різдва Богородиці
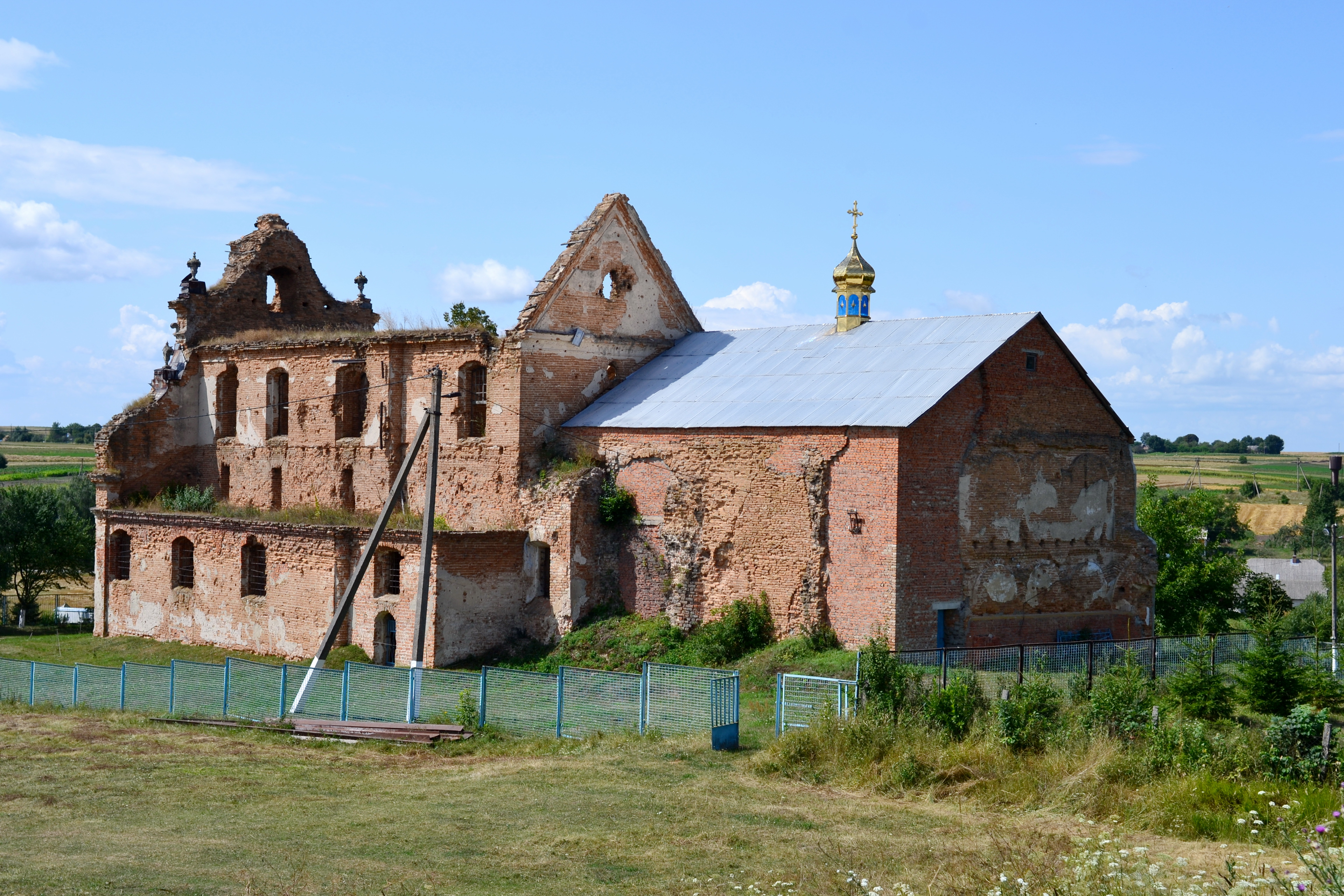
Загорівський монастир (вигляд з південного сходу)
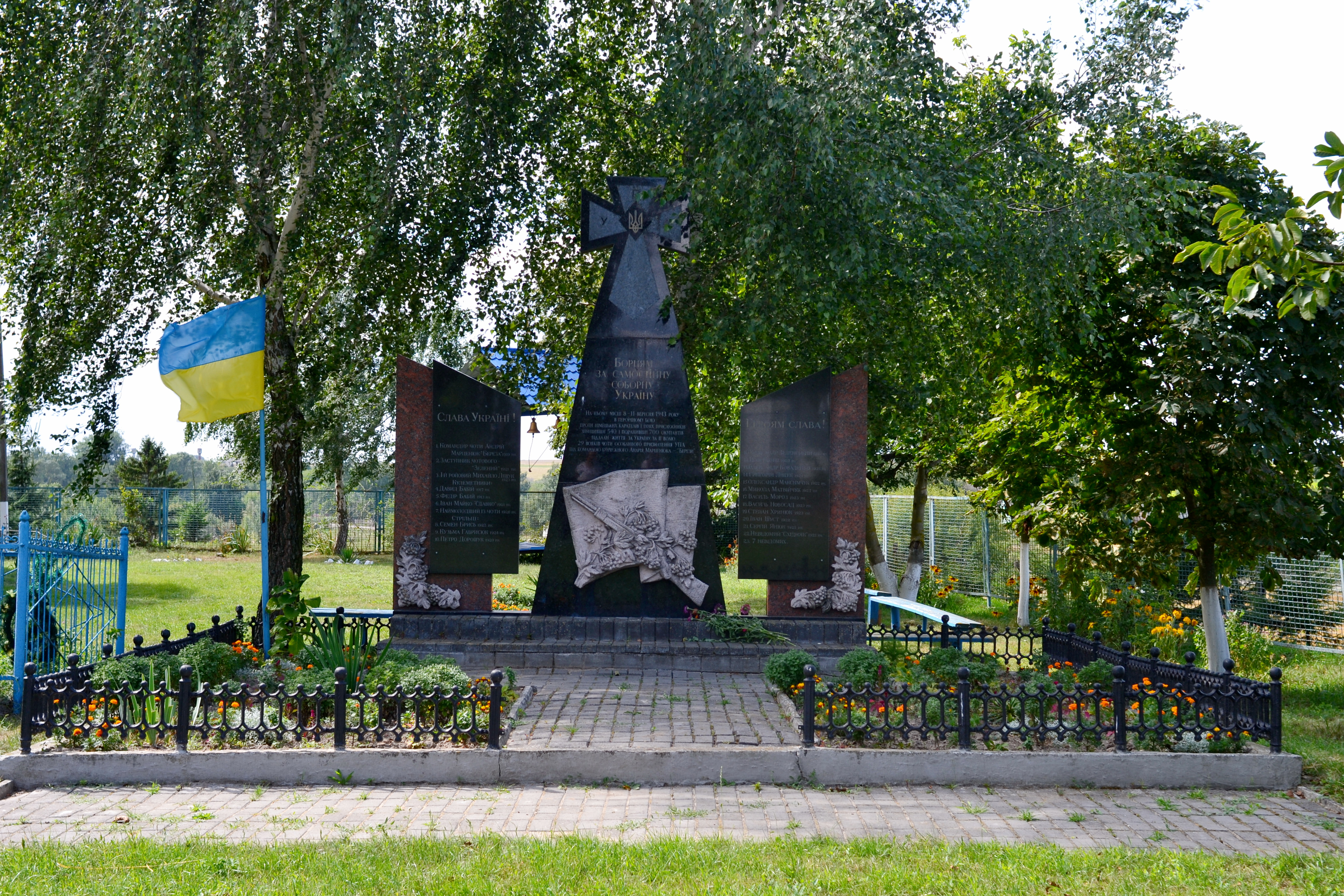
Могила братська 29 воїнів УПА, які загинули в бою з німцями (біля монастиря)
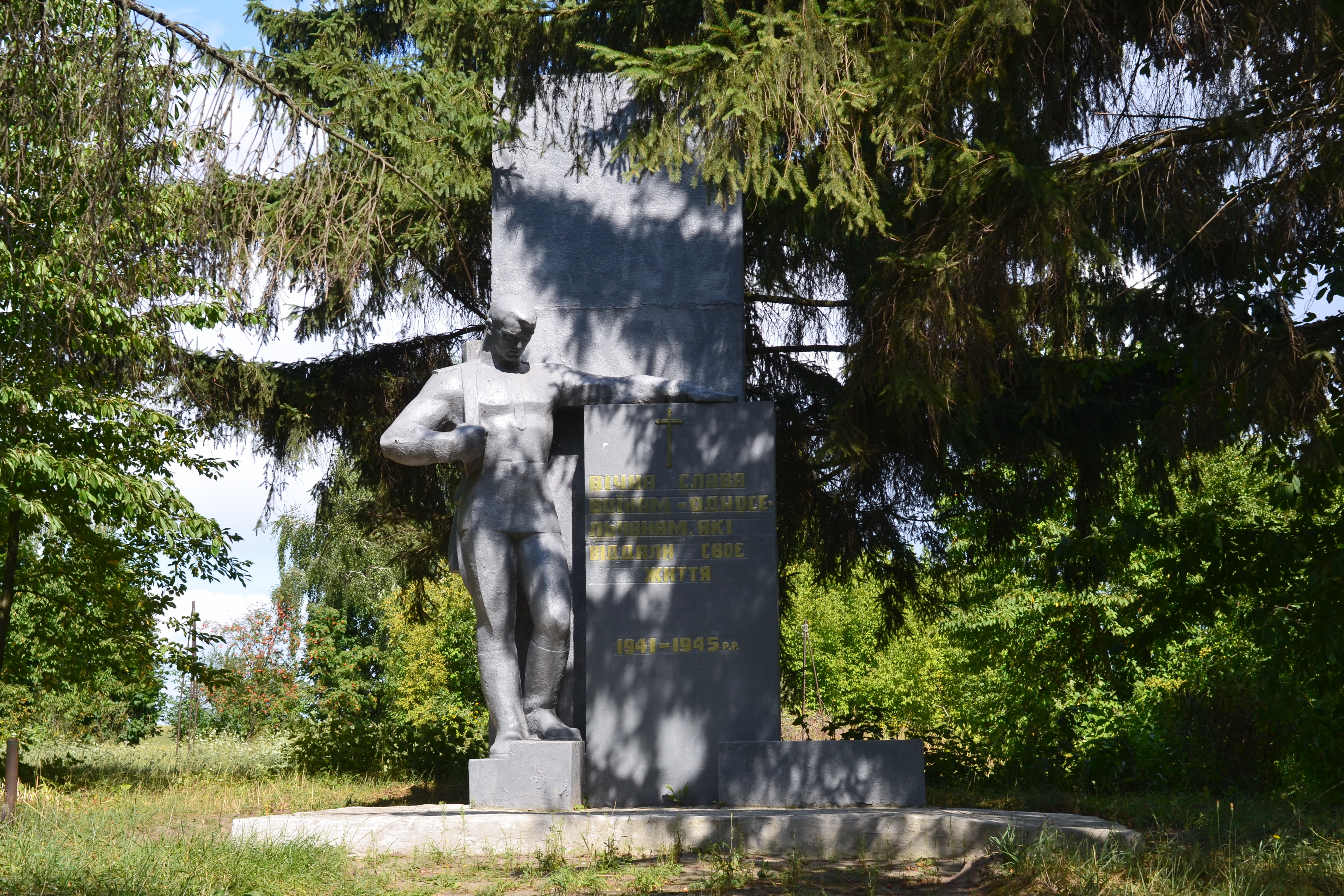
Пам'ятник землякам (біля будинку культури)